# 芭芭拉·帕尔文
芭芭拉·史普洛茲（英語：Barbara Sprouse，婚前姓帕爾文（Palvin）；1993年10月8日—）是一位匈牙利模特兒。她於2016年首次出現在《運動畫刊泳裝特輯》中。2019年，她成為維多利亞的秘密天使。她也是亞曼尼美妝的代言人。

## 早期生活
帕爾文於1993年10月8日出生於匈牙利布達佩斯，本名帕爾文·芭芭拉（匈牙利語：Palvin Barbara）。她的家人包括父親帕爾文·伊斯萬（Palvin István）、母親帕爾文·艾格尼絲（Palvin Ágnes）和姊妹安妮塔（Anita）。
帕爾文經常到鄉村探望她的祖母和曾祖母。

## 職業生涯
她13歲時，在布達佩斯的街上被模特兒星探發掘，當時她正與母親散步。她於2006年為《Spur》雜誌拍攝她第一個編輯專題，隨後移居亞洲，在那裡她保持穩定的工作量。之後，帕爾文登上《巴黎時裝公報》、《Vogue》、《美麗佳人》、《Glamour》、《Elle》、《Allure》、《GQ》、《哈潑時尚》和《Numéro》的封面。帕爾文還加入Armani Exchange、H&M、維多利亞的秘密和Pull & Bear的廣告活動。
她的伸展台首秀位於2010年的米蘭時裝週上為普拉達走秀，她還為香奈兒、Miu Miu、薇薇安·魏斯伍德等品牌走過秀。2012年，她成為萊雅的代言人，並於維多利亞的秘密時尚秀中首次亮相。

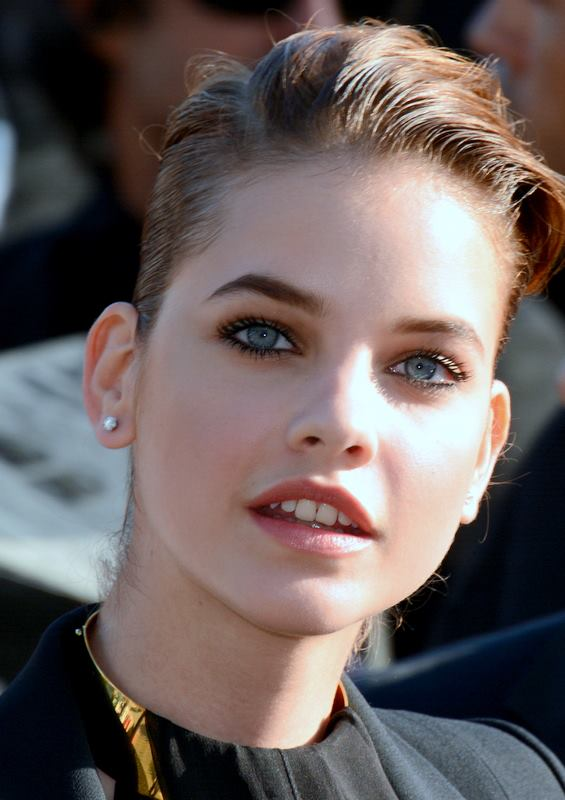
2013年於坎城影展的帕爾文

帕爾文亦涉足演藝圈，她在2014年電影《海克力士》中飾演神話中的王后安提瑪切。
2016年，她在《美信》百大性感榜中排名第四，並於同年成為《運動畫刊泳裝特輯》新秀班的一員。。2017年，她在Tumblr的最受歡迎模特兒榜單中位居第二。
帕爾文於2018年重返維多利亞的秘密時裝秀。次年，她成為第一位來自匈牙利的維多利亞的秘密天使。媒體認為帕爾文的曲線和非標準的伸展台尺寸是品牌向「身體自愛」發展的表現。

## 公眾形象
帕爾文經常與俄羅斯模特兒娜塔莉亞·沃迪亞諾娃比較；英國《Vogue》編輯米蘭達·阿爾蒙德（Miranda Almond）曾說：「我們選擇芭芭拉是因為她絕對美麗，像年輕的布魯克·雪德絲和娜塔莉亞·沃迪亞諾娃的混合體」。帕爾文將沃迪亞諾娃和凱特·摩絲視為她最崇敬的模特兒。

## 私人生活
2018年起，帕爾文與美國演員迪倫·斯普羅斯交往。他們一起住在布魯克林區直至2021年，之後搬到洛杉磯。2023年6月，他們宣布已於9個月前訂婚。2023年7月15日，這對夫婦在匈牙利奧爾拜蒂爾紹的一座教堂結婚，這座教堂同時也是帕爾文父母結婚的地方。帕爾文於結婚後隨夫姓。

## 影視作品
| 年份 | 電影                   | 角色     |
| ---- | ---------------------- | -------- |
| 2022 | 《Serpentine》（短片） | Eve      |
| 2021 | 《Tyger Tyger》        | Eggzema  |
| 2014 | 《海克力士》           | 安提瑪切 |

## 外部連結
- 芭芭拉·帕尔文於模特兒目錄（Fashion Model Directory）的相關資料
- 芭芭拉·帕尔文在互联网电影资料库（IMDb）上的資料（英文）
- 芭芭拉·帕尔文的Instagram帳戶